# Alfred Bohrmann
| 1455 Mitchella | 5 giugno 1937     |
| 1470 Carla     | 17 settembre 1938 |
| 1531 Hartmut   | 17 settembre 1938 |
| 1733 Silke     | 19 febbraio 1938  |
| 1998 Titius    | 24 febbraio 1938  |
| 2016 Heinemann | 18 settembre 1938 |
| 2226 Cunitza   | 26 agosto 1936    |
| 2350 von Lüde  | 6 febbraio 1938   |
| 2665 Schrutka  | 24 febbraio 1938  |

Alfred Bohrmann (28 febbraio 1904 – 4 gennaio 2000) è stato un astronomo tedesco.
Laureatosi all'Università di Heidelberg nel 1927 con una dissertazione sulla rifrazione (Über Refraktionsstörungen), faceva parte del gruppo di allievi di Max Wolf, tra cui Raymond Smith Dugan, Joseph Helffrich, Franz Kaiser, Karl Wilhelm Reinmuth, Emil Ernst, Paul Götz, che all'epoca si rese protagonista di numerose scoperte di asteroidi. Lavorò fino al 1969 all'osservatorio dell'Università.
Il Minor Planet Center gli accredita la scoperta di nove asteroidi, effettuate tra il 1936 e il 1938.
L'asteroide 1635 Bohrmann è così chiamato in suo onore.